# پیت برنز
پیت برنز (به انگلیسی: Pete Burns) (زاده ۵ اوت ۱۹۵۹-درگذشته ۲۳ اکتبر ۲۰۱۶) خواننده، ترانه‌سرا، موسیقی‌دان انگلیسی بود که گروه Dead or Alive را در سال ۱۹۸۰ در دوران موج جدید تشکیل داد و خواننده اصلی و ترانه‌سرا اصلی گروه بود. او بیش از 17 میلیون آلبوم و 36 میلیون تک‌آهنگ در سراسر جهان فروخت و همچنین به سه‌گانه‌ی ترانه‌سرایی و تولید آلبوم استوک ایتکن واترمن (SAW) اولین تک آهنگ شماره 1 بریتانیا را داد. سه آلبوم اول او همگی به 30 آلبوم برتر بریتانیا رسیدند، با Youthquake به 10 آلبوم برتر رسید. علاوه بر این، گروه دارای 7 تک آهنگ برتر انگلستان، دو تک آهنگ برتر 20 در ایالات متحده و دو تک آهنگ دیگر بود که رتبه اول را کسب کردند. معروف ترین آهنگ او You Spin Me Round (Like A Record) است.
او عضو گروه دد اور لایو بود.
او یک فرد آندروجینی بود.